# 翼を持たない天使
「翼を持たない天使」（つばさをもたないてんし）は、松山千春が1998年10月10日にリリースした45枚目のシングルである。

## 解説
カップリング曲の「さよなら」は、テレビ朝日系ドラマ『新選組血風録』のエンディングテーマとして使用された。

## 収録曲
| 全作詞・作曲: 松山千春。 |                                            |           |            |          |      |
| #                        | タイトル                                   | 作詞      | 作曲・編曲 | 編曲     | 時間 |
| 1.                       | 「翼を持たない天使」                       | 松山千春  | 松山千春   | 夏目一朗 | 4:40 |
| 2.                       | 「さよなら」                               | 松山千春  | 松山千春   | 萩田光雄 | 5:30 |
| 3.                       | 「翼を持たない天使」(オリジナル・カラオケ) | 松山千春  | 松山千春   |          | 4:40 |
| 4.                       | 「さよなら」(オリジナル・カラオケ)         | 松山千春  | 松山千春   |          | 5:30 |
| 合計時間:                | 合計時間:                                  | 合計時間: | 20:20      |          |      |